# 木田弥平
木田 弥平（きだ やへい）は、現在の滋賀県湖南市下田に居住した江戸期の商人。
なお、「木田 弥平」の名を持つ人物は襲名によって複数人存在する。

## 人物
出身地の湖南市下田では口頭でぼくだ やへえと呼ばれている。旧代及び略書は、弥兵栄、彌平、弥兵衛、弥平 （「やへい」または「やへえ」、口頭では「やへえ」）。 代々国内物産の商いを生業としていた。
第6代は下田村助役を務め、下田の並び、日枝神社向いあたりで、材木商、金融業も営んでいた。
第7代、第8代もこの地に居住したが、長男が麻疹により難聴となったため、第9代は、京都市右京区・京都府立聾学校近くの宇多野へ移住した。

### 弥平とうがらし
現在から150年以上前に木田弥平が美濃から下田に持ち帰った。
HANSHIN　HIGHWAY「阪神ハイウエイ」　2021年　VOL.223　ＡＵＴＵＭＮ　「弥平とうがらし」掲載。
湖南市下田地区では、弥平とうがらしと呼ばれる唐辛子が栽培されている。長さは約4～5cmほどで、辛さを表す単位のスコヴィル値はタバスコや鷹の爪を大幅に上回る10万スコヴィルと非常に辛いが、甘みや芳醇な香りもあり、外皮の糖度は11.5に達する。下田の土壌で育てることによって、鮮やかなオレンジ色の見た目になったといわれる。
木田弥平の子孫が、いわれについてホームページに掲載。
かつては地域内で、下田なすと一緒に漬物にされるなどして食されていたが、近年はインターネットを通じて全国に流通し、利用法も一味唐辛子やチリソース、ラー油など多様化している。
2011年、一般社団法人湖南市観光協会により栽培や加工販売が湖南市観光協会ホームページに紹介された。
2014年には関西テレビ放送のFNNスーパーニュースアンカーの取材を受けた。
2020年3月11日、弥平とうがらしの食材・食文化の継承と保存活動を行う、弥平とうがらし保存会が設立された。
2021年、HANSHIN　HIGHWAY「阪神ハイウエイ」　2021年　VOL.223　ＡＵＴＵＭＮ　「弥平とうがらし」掲載
2021年9月11日　弥平とうがらし保存会設立記事。農業新聞県版滋賀　掲載